# Nevadadromeus schmitti
Nevadadromeus schmitti es la única especie conocida del género extinto Nevadadromeus (que significa "corredor de Nevada") de dinosaurio ornitisquio tescelosaurino, que vivió a mediados del período Cretácico, hace aproximadamente entre 100 y 95 millones de años, durante el Cenomaniense, en lo que es hoy Norteamérica. Fue encontrado en sedimentos de la Formación Willow Tank en Nevada, Estados Unidos. Representa el primer dinosaurio no aviano nombrado de Nevada.
El espécimen holotipo de Nevadadromeus, NSC 2008-002, se descubrió cerca del Valle del Fuego en 2008 y los huesos se prepararon para un evento en Henderson, Nevada, en 2021. Un segundo ornitópodo de Nevada, un hadrosaurio, también se filtró durante el evento, pero no estaría listo para el público hasta al menos 2022. Nevadadromeus se publicó formalmente en octubre de 2022.
En 2022, Bonde et al . describió a Nevadadromeus como un nuevo género y especie de tescelosaurino. El nombre genérico, "Nevadadromeus", combina una referencia a Nevada, el estado en el que se descubrió el holotipo, con el griego "dromeus", que significa "corredor". El nombre específico, "schmitti", honra al geólogo James G. Schmitt, quien inicialmente describió la geología de la Formación Willow Tank.
Los restos fósiles de Nevadadromeus contienen características tanto de tescelosaurinos como de orodrominos, pero los descriptores encuentran que es más probable que sea un tescelosaurino. Esto lo convierte en el miembro más antiguo de su subfamilia de América del Norte, ya que todos los demás tescelosaurinos datan del Maastrichtiense.